# 天の川の誕生
『天の川の誕生』（あまのがわのたんじょう）あるいは『天の川の起源』（あまのがわのきげん、蘭: De geboorte van de Melkweg, 西: El nacimiento de la Vía Láctea, 英: The Birth of the Milky Way）は、バロック期のフランドルの巨匠ピーテル・パウル・ルーベンスが1636年から1638年に制作した絵画である。油彩。天の川の誕生にまつわるギリシア神話の英雄ヘラクレスと女神ヘラ（ローマ神話のユノ）のエピソードを主題としている。ルーベンスの最晩年を代表する神話画の1つで、スペイン国王フェリペ4世の発注により、エル・パルド山中に建設された狩猟館トゥーレ・デ・ラ・パラーダを装飾するために制作された。現在はマドリードのプラド美術館に所蔵されている。またブリュッセルのベルギー王立美術館に本作品の油彩による準備習作が所蔵されている。

## 主題

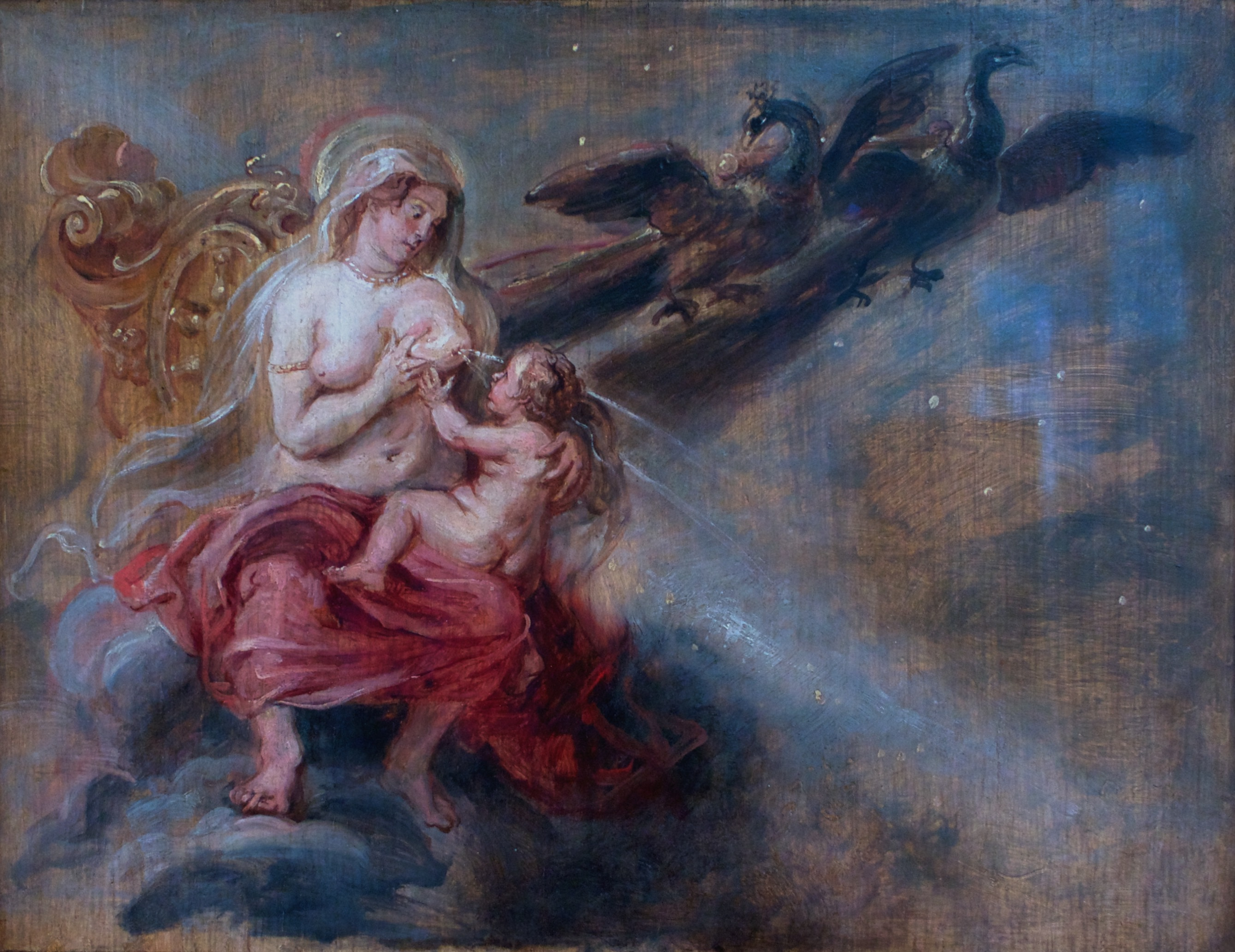
油彩による準備習作。ベルギー王立美術館所蔵。

シケリアのディオドロスによると、ヘラクレスの母アルクメネはヘラの嫉妬を恐れ、生まれたばかりの赤子を野に捨てた。しかしヘラが近くを通ったとき、お供をしていたアテナは赤子を発見してその資質に驚異を感じ、赤子に母乳を与えるようヘラに頼んだ。ヘラはこれを了承したが、ヘラクレスが赤子とは思えない力で女神の乳房をつかんだため、ヘラは赤子を突き放した。しかしアテナは赤子が母乳を飲むのを見ると、赤子をアルクメネのもとに連れて行き、育てるよう勧めた。
ヒュギーヌスの『天文譜』は天の川の起源についていくつかの説を挙げている。それによると、ヘラは気づかずに幼児のヘルメス（ローマ神話のメルクリウス）に母乳を与えた。しかし幼児がゼウス（ユピテル）の愛人マイアの息子であると知ったとき、ヘルメスを突き飛ばした。すると流れる白い母乳が星座の中に天の川となった。あるいはこの幼児はヘラクレスであったと言い、ヘラが眠っている間に授乳させようとしたが、ヘラが目を覚まして突き飛ばし、同様のことが起きた。あるいはヘラクレスがあまりに乳を欲しがっていたため、吸った母乳のすべてを口に含むことができず、こぼれて天の川になった。このほかにヒュギーヌスはレアの母乳であるとする説も述べている。
偽エラトステネスの『カタステリスモイ』の説はヒュギーヌスの第2の説に近い。ヘルメスはヘラクレスにヘラの母乳を与えるため、ヘラのところに連れて行った。しかしヘラはヘラクレスを払いのけたため母乳がこぼれ、天の川になった。

## 制作背景
フェリペ4世は1636年、改築が終わったトゥーレ・デ・ラ・パラーダを装飾するため、ルーベンスに神話画63点、狩猟画50点に及ぶ膨大な作品を発注した。この大規模発注は、当時スペイン領ネーデルラント総督であったフェリペ4世の弟、枢機卿フェルナンド・デ・アウストリアを仲介して行われた。しかし納品までの期間が短かったため、ルーベンスはフェリペ4世に許可を取り、下絵を描いたうえでかつての弟子であったヤーコプ・ヨルダーンスやヤン・ブックホルストなどの画家たちに発注の大部分を委託した。このうちルーベンス自身が完成させたものは本作品を含む約15点の作品のみと見られる。完成した膨大な作品群は1638年にマドリードに向けて発送された。

## 作品

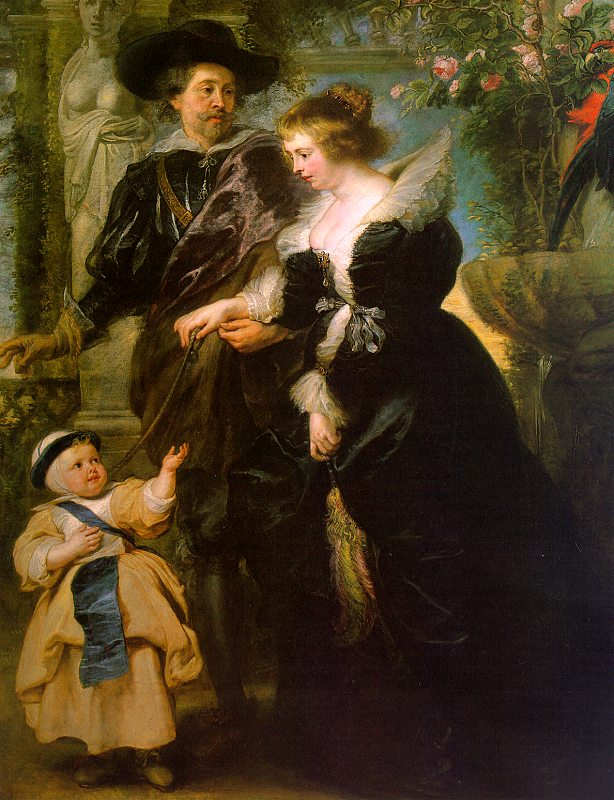
『ルーベンス、妻エレーヌ・フールマンと息子フランス』。メトロポリタン美術館所蔵。

ルーベンスはヘラが幼児のヘラクレスに授乳する場面を描いている。ヘラは満天の星の中、雲の上に座っている。真珠のネックレスと宝石をあしらったブレスレットを身に着け、頭に白いヴェールをかぶっている。ヘラクレスはヘラの左の乳房に右手を伸ばしているが、乳房を口に含んではいない。左の乳房からは母乳が勢いよく噴き出し、星空の中に天の川となって広がっている。おそらく、幼児のヘラクレスはゼウスによってヘラの胸元に置かれたのだろう。ヘラの背後には黄金に輝く戦車があり、さらにその後方にゼウスが右肘をついて座り、その様子を見つめている。また2羽の孔雀が綱で戦車の轅に結びつけられている。孔雀はヘラのアトリビュートであるため、戦車はヘラのものであると分かる。同様に、座っている男神は、彼の下をゼウスの典型的なアトリビュートの鷲が飛翔しており、ゼウスその人であると分かる。鷲はさらにその足にゼウスの雷（ケラウロス）をつかんでいる。赤子が突き飛ばされておらず、乳房から母乳が噴き出ている点は、おそらくルーベンスの神話の再解釈を反映している。
一般的に神話の場面が描かれる際は、オウィディウスの『変身物語』が参照される。しかし『変身物語』は天の川の誕生にまつわる神話についての豊かな言及を全く欠いているため、ルーベンスは他の文献、おそらくヒュギーヌスを参照した。ヒュギーヌスによると、ヘラはヘラクレスだけでなく、神々の伝令使ヘルメスにも授乳している。美術史家セシル・グールドは、画面にゼウスが登場することから、幼児がヘラクレスではなくヘルメスと考えており、スヴェトラーナ・アルパースもそれに従っている。
ルーベンスはキャンバスすべてを自ら描いている。ヘラの顔は2番目の妻エレーヌ・フールマンをモデルにしている。ベルギー王立美術館に保存されている準備素描と比較すると、ルーベンスが最終的にいくつかの変更を加えていることが分かる。女神の下肢の位置は修正され、ゼウスと鷲を追加している。

## 来歴
絵画はトゥーレ・デ・ラ・パラーダでは1701年に記録されている。スペイン継承戦争の際にトゥーレ・デ・ラ・パラーダが焼失した後は新王宮に移され、1772年、1794 年、1814年から1818年に記録されている。スペイン国王フェルナンド7世の死後の1834年にプラド美術館に収蔵された。

## ギャラリー
関連作品
トゥーレ・デ・ラ・パラーダのために制作されたルーベンスの横長の画面の神話画はほかに以下のような作品がある。

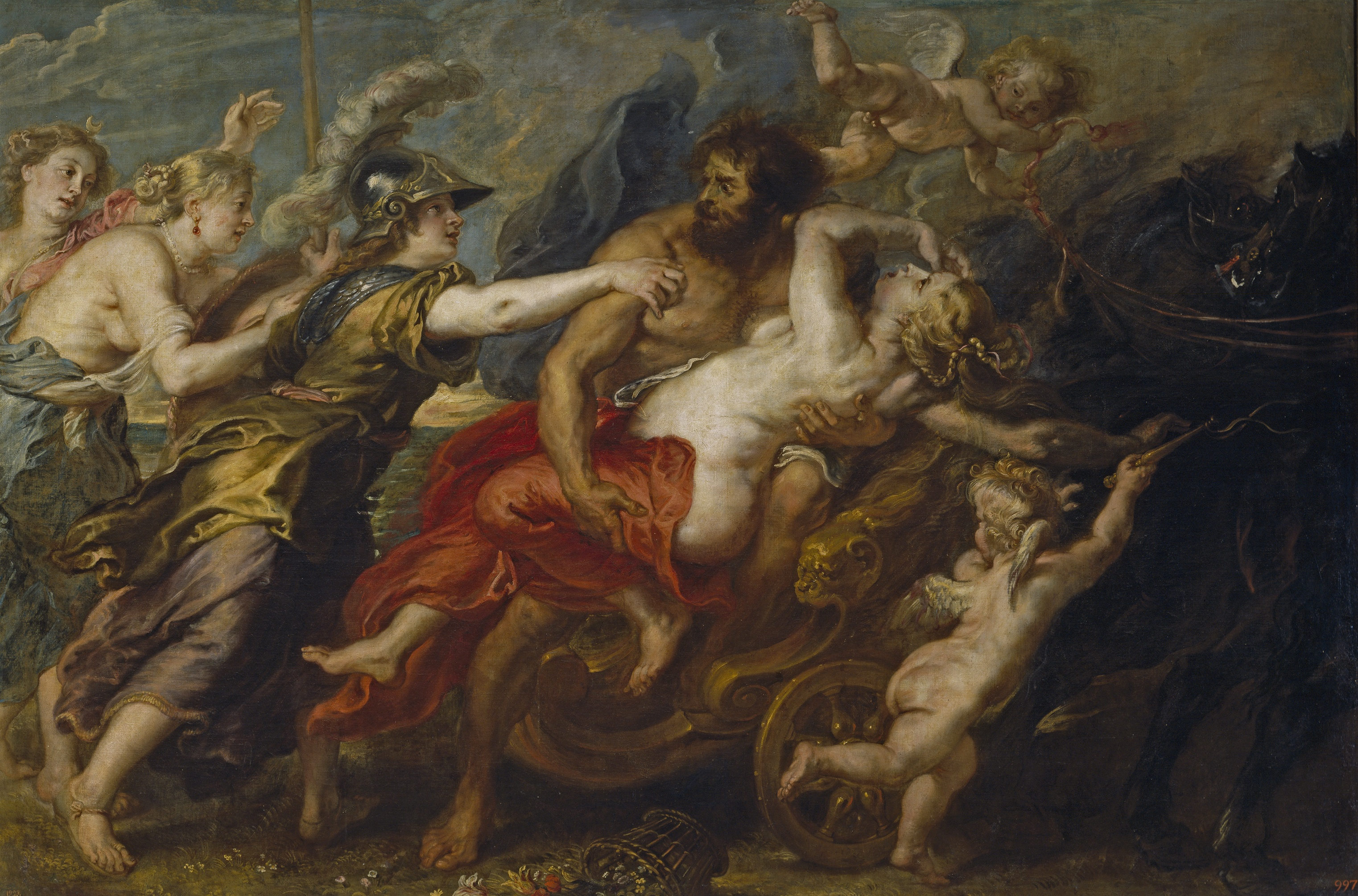
『プロセルピナの略奪』1636年-1637年
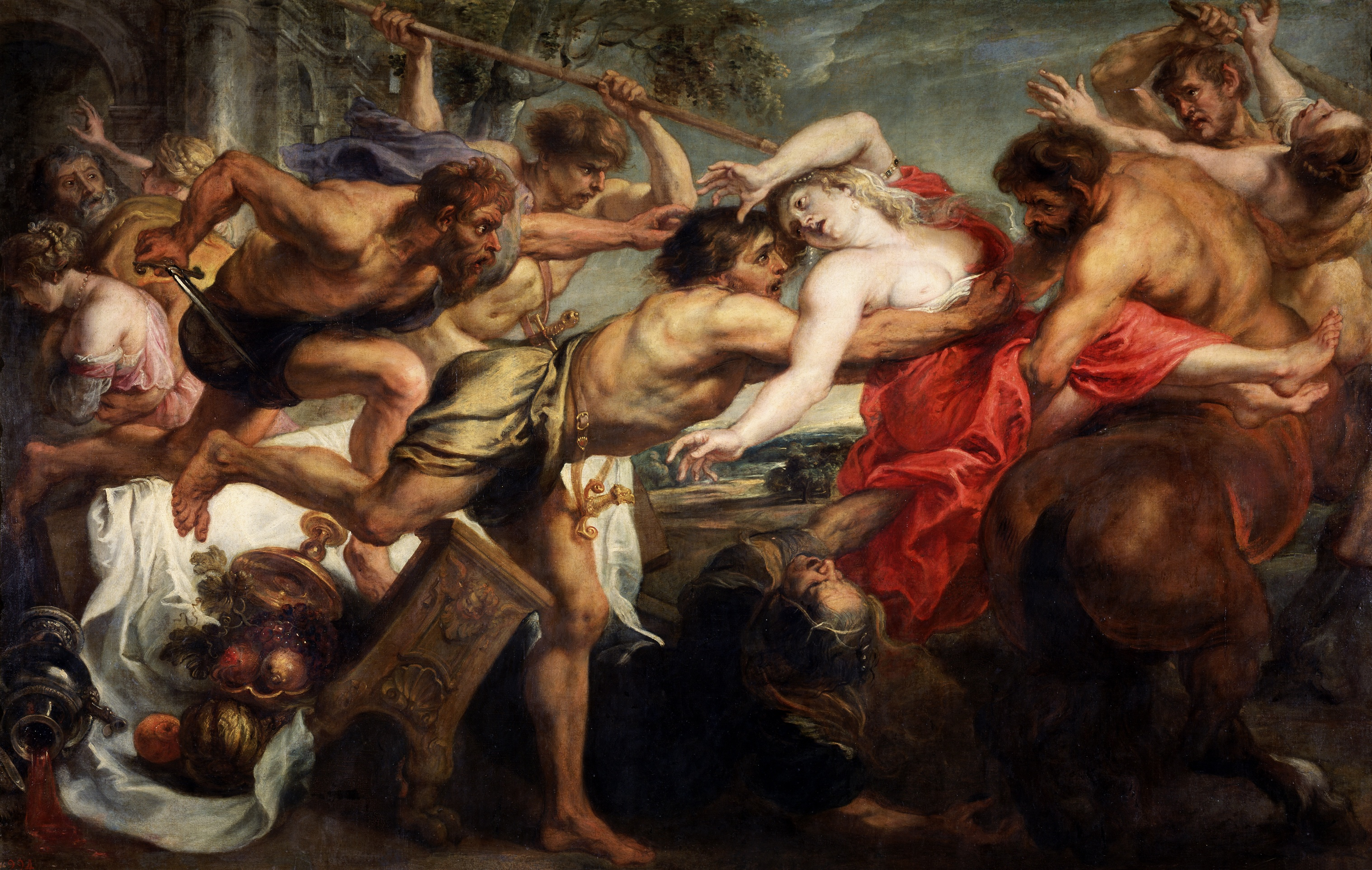
『ヒッポダメイアの略奪』1636年-1637年
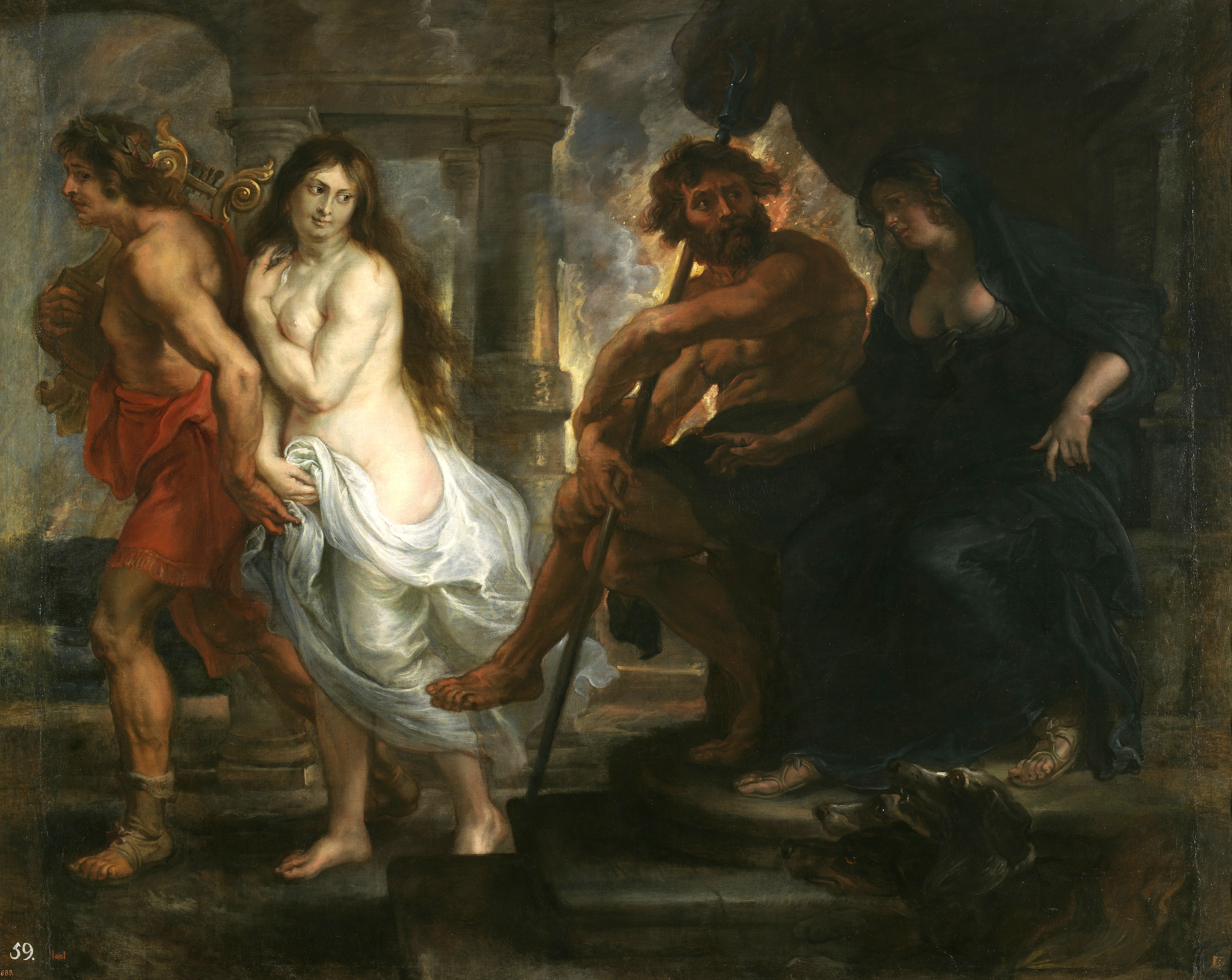
『オルフェウスとエウリュディケ』1636年-1638年
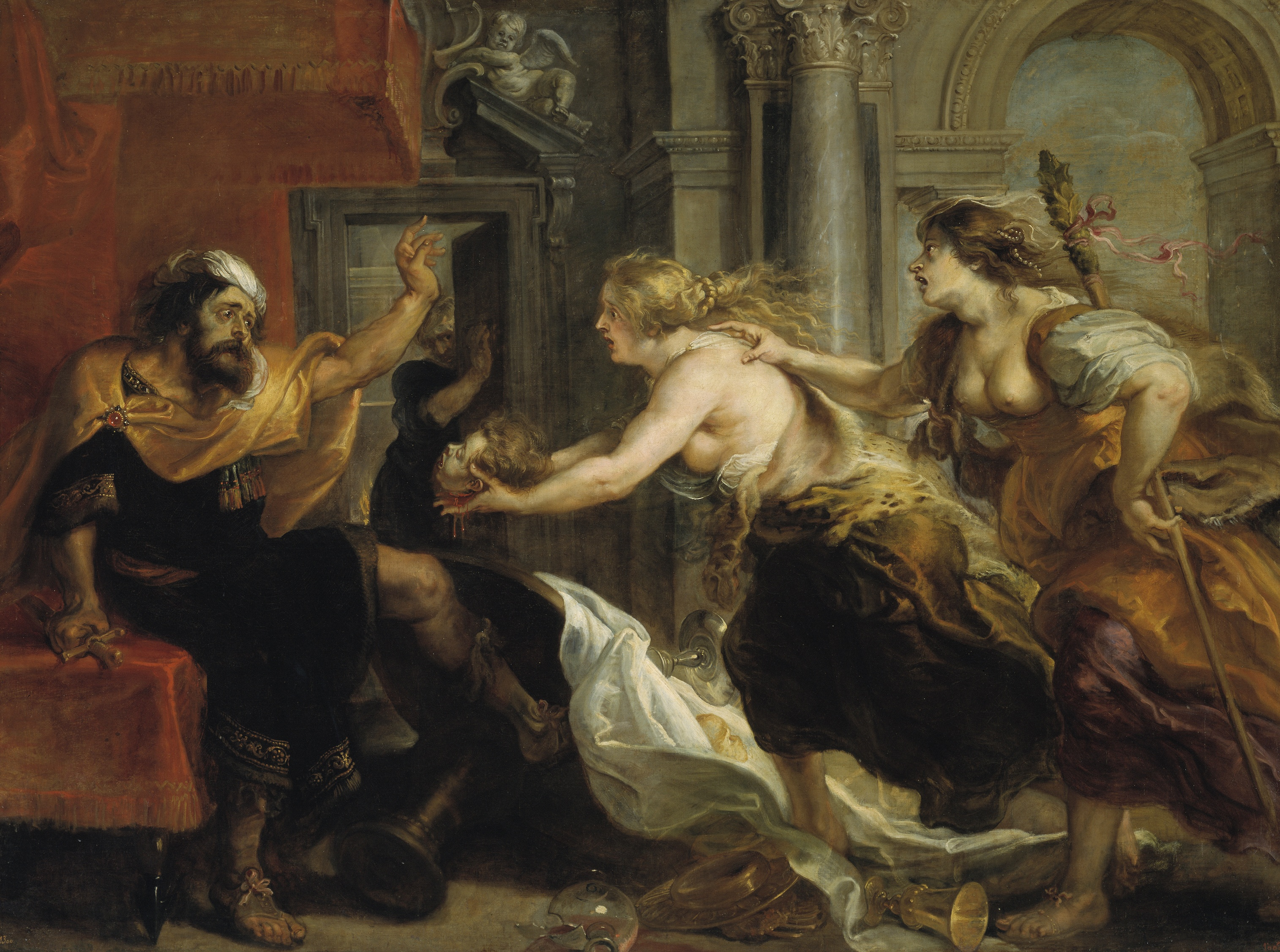
『テレウスに息子の首を差し出すプロクネとピロメラ』1636年-1638年